# Crash: Lucha de Titanes
Crash of the Titans (llamado Crash: Lucha de Titanes en español) es un videojuego de aventura, lucha y  plataformas publicado por Sierra Entertainment y desarrollado por Radical Entertainment lanzado en el año 2007; perteneciente a la saga Crash Bandicoot. Este es el primer videojuego de Crash que no es publicado en Japón.

## Trama
Crash y sus amigos descansan mientras su hermana Coco finaliza un Reciclador de Mantequilla, le pide a Crash que le pase el Transvelupador (Una llave inglesa morada), pero cuando Crash la recoge aparece Cortex en su dirigible, el cual secuestra a Coco y a Aku-Aku en jaulas.y después Cortex dispara un rayo que deja congelado a crunch, Crash guarda el Transvelupador en su bolsillo y lanza el reciclador salvando a Aku-Aku, pero dejándolo en medio de la selva. Mientras, Crunch se queda congelado crash tendrá que ir a solas a buscar a Aku-Aku, después de sacar a Aku Aku de la jaula, él y Crash van por toda la isla derrotando a varias criaturas que aparecen en diferentes áreas de la isla para rescatar a Coco y llegan justo a un templo donde allí Aku-Aku y Crash descubren que Cortex y Uka-Uka están robando el Mojo Mágico, el cual Aku-Aku le dice a Crash que eso debe estar relacionado con esas criaturas que él y Crash estaban luchando. Entonces Crash y Aku-Aku se adentran en el templo, donde se enfrentan en una batalla contra Cortex, pero Crash lo derrota y Cortex le dice a Crash que cree que le ha derrotado, Uka-Uka se llevó todo el mojo y a Coco y por último Cortex huye. 
Después llegan hasta Tiny Tiger donde se enfrenta una batalla contra Crash, pero él lo derrota, el cual Tiny Tiger le dice a Crash y Aku-Aku que Uka-Uka, ha cambiado a Cortex por Nina (Su sobrina) ya que tuvo la oportunidad de vencer a Crash pero no lo hizo, Nina toma el control, rapta a Cortex y le coloca un casco de control mental a Coco para que construya el Exterminador, un robot gigante programado para destruir isla Wumpa.crash llega a una fábrica en la playa con una estatua de N gin, y crash se enfrenta a N gin y lo derrota y este le dice a crash y Aku Aku que vayan a laboratorio de cortex ya que ahí tienen a Coco.
Crash llega pronto hasta Uka-Uka que usa su Evolvo Ray para volverse un monstruo pero Crash lo derrota, el cual huye no sin antes decirle a Crash que Nina lanzará el robot y la isla wumpa será historia y que también será el fin de coco. Finalmente Crash y Aku-Aku llegan hasta Nina, donde Coco y Cortex están capturados por ella, entonces cuando Nina ve a Crash, les dicen que llame a sus criaturas, donde Cortex le dice a Crash que le de una lección a su sobrina, también Coco le dice a Crash  que le de una paliza a Nina y le dará tortitas, el cual Nina libera a Cortex diciéndole que vigile que el robot llegue a la Isla Wumpa, luego le dice a Coco que se calle y el cual Nina se enfrenta una batalla contra Crash usando un Titán robot para derrotarlo, pero Crash la derrota. Coco trata de parar al Exterminador, pero no puede sin su Transvelupador,Crash lo tiene en su bolsillo guardado (Crash lo guardo en su bolsillo cuando salvo a Aku Aku en los inicios del juego) y se lo da a coco y logran pararlo. Luego Coco, Crash y Aku-Aku regresan a casa, Crunch por fin logra deshacerse del hielo donde estaba atrapado y los cuatro entran para comer unas tortitas, Crash dice "¡Hmmm, tortitas!", todos lo miran atónitos, Crash sonríe y entran a casa. Mientras Cortex y Nina están en una nave en forma de OVNI y Cortex le promete a su sobrina que va a ser más cruel, malvado, que no va a tener piedad, y que va a regresar a destruir a los Bandicoots, pero que aún la iba a castigar, luego desaparecen de vista y el juego acaba.

## Modos de juego
Este juego ya no tiene su sistema de juego original y su modo de juego es cambiado. Su modo de juego es la historia donde debes pasar en total 20 episodios o niveles, en el cual 5 de ellos en su desenlace hay que vencer a un jefe para poder así avanzar, también hay que recolectar esferas azules con negro (Mojo), para incrementar las habilidades de Crash y piedras mágicas así como conseguir titanes para luchar entre sí. También posee misiones secundarias como recolectar muñecos Vudú (Voodoo), entrar a un mundo paralelo donde se hace una misión alterna, hacer combos acertando los golpes que se le dan al enemigo consecutivamente y destruir ciertos "retretes de baño" para completar el juego al 100%.

## Protagonistas y antagonistas
- Crash Bandicoot
- Coco Bandicoot
- Crunch Bandicoot
- Aku-Aku
- Doctor Neo Cortex
- Nina Cortex
- Uka-Uka
- N.Gin
- Tiny Tiger

## Personajes principales
Durante el juego solo se puede controlar a Crash Bandicoot, y en el modo multijugador aparece un estilo de copia beige de Crash que se guarda en su mochila, pero sin embargo a través del juego aparecen pequeños animales de diferentes razas y hábitos, también hay poderosas bestias denominadas Titanes, a las cuales Crash, después de darles ciertos golpes para knockearlas, puede controlarlas. En total aparecen 15 estilos de titanes diferentes. Algunos de estos personajes son:
Minions (Esbirros): 
Ejército de criaturas pequeñas programadas por Cortex y Nina para detener a Crash, no son Titanes, son casi del mismo tamaño de Crash, sus ataques no infligen mucho daño, por eso, aparecen en grupo. Son los primeros enemigos en aparecer en la historia. Los primeros que aparecen son los ratnicians (esbirros de Neo Cortex), luego aparecen los koo-alas (esbirros de Tiny Tiger), después los doom monkeys (esbirros de N.Gin), después los voodoo bunnies (esbirros de Uka-Uka) y por último las brat girls (esbirras de Nina Cortex).
Spike (Púas): 
Son titanes de tamaño mediano que caminan en dos patas, son de color café, aunque hay algunas variaciones, su velocidad es media y sus ataques son golpes consecutivos con sus garras y su ataque especial levanta espinas del piso que atraviesan a sus contrincantes. Resistentes a ataques enemigos. Son una especie de erizos evolucionados.
Snipe (Tirador): 
Es el primer mutante que lanza proyectiles, es una hiena que tiene un lindo y peligroso plumaje en su lomo con el que lanza afiladas plumas a sus contrincantes, su ataque especial es lanzar varias plumas afiladas de su lomo a diferentes blancos al mismo tiempo. Es el titán más rápido y uno de los más peligrosos.
Goar (Osojabalí): 
Son el tercer tipo de titanes del juego, son grandes y pesados e imitan a un mamut con cuatro colmillos. Su ventaja es el gran poder de sus ataques y su resistencia, sin embargo, otros titanes más rápidos pueden aprovechar su lentitud. Su ataque especial aturde a los contrincantes y hace daño a una gran área. Es un oso grande con colmillos de jabalí, junto con el Rhinoroller son el tercer tipo de mutantes del juego.
Stench (Apestoso): 
Otro estilo de titanes que lanza proyectiles, es negruzco, con una raya de color blanca que va desde la espalda hasta la punta de la cola, sus ataques son más lentos; tiene pico de buitre, es muy parecido a una mofeta (eso podría explicar por qué lanza bombas fétidas). su ataque especial es el mismo del Snipe, solo que con las bombas fétidas mencionadas anteriormente.
Ratcicle (Ratarámbano): 
Un titán parecido a un oso de color azul, ya sea claro u oscuro, con detalles más oscuros en la espalda y brazos. Sus ataques simulan los del Púas en forma pero su fuerza es mucho mayor, así como su resistencia. Su ataque especial golpea el piso haciendo una línea de hielo que congela a sus contrincantes.
EE-Lectric (Eel-éctrico): 
Tercer y último titán que lanza proyectiles, su cuerpo está lleno de electricidad, tiene una especie de cola de anguila, patas palmeadas, y una cabeza con forma del pez proveniente de las profundidades lanza bolas de electricidad con las manos y con su ataque especial lanza hasta cinco rayos desde el cielo.
Shellephant (Cangrejofante): 
Los Cangrejofantes son un estilo de titanes que tienen un cuerpo y cabeza parecida a un elefante rojo pero con un caparazón de Cangrejo que lo cubre, lleno de espinas, estos lentos titanes son unos de los de mayor tamaño, son junto con los Scorporillas los más grandes y son llamados capitanes. Su ataque normal es una serie de golpes al piso y con su ataque especial sopla fuego por su trompa. Es el único que puede hacer un combo infinito
Scorporilla (Escorpgorila): 
Es uno de los dos capitanes, es un gorila morado o gris con espalda y cola de escorpión, es lento, pesado, resistente y fuerte, es inmune a los ataques normales de crash y de cualquier minion, lo que lo hace un buen titán al igual que el Shellephant. Sus ataques son dos golpes, uno con el brazo y uno con la cola. Efectúa su ataque especial primero golpeando su pecho y luego soltando sus brazos impactando en el suelo provocando una onda letal.
Rhinoroller (Rinorrodante): 
Un titán que aparece al mismo tiempo que los Koo-alas tienen la forma de un rinoceronte enorme con una armadura. Al atacar golpean con un cuerno en su cabeza. Su ataque especial empieza a girar rápidamente, permitiendo a Crash ir más rápido que con la patineta y hacer mucho más daño. es un rinoceronte con coraza de armadillo, tiene el mismo tamaño del Goar.
Yuktopus (Ascoctópodo): 
Es el primer Jefe y solo aparece en un nivel, es un robot creado por el doctor Neo Cortex y Uka Uka, con el cuerpo de un gran pato con partes de robot, cuernos de toro, un brazo de pulpo con el cual golpea al contrincante y otro de metal que le permite hacer grandes sonidos con gran poder. Su ataque especial lanza un rayo con su brazo metálico. Toca una música hipnótica con su gaita
Magmadon (Magmadón): 
Es una especie de tortuga hecha de roca, su puño devastador (puño de lava) es sobre todo potente, otro ataque es caer encima del oponente de espalda para que el caparazón, que posee espinas, haga un daño letal; su pisotón infernal es muy destructivo, ya que hace salir rocas ardientes del suelo que infligen daño al enemigo, es el único Titán resistente a la lava.
Arach-nina (Aracnina): 
Una máquina gigante en la última trama del juego , tienes que darle como a cualquier otro mutante y controlarlo para lograr el final. Esta araña mecánica es el mutante más fuerte de todos.
Battler (Batallador): 
Es un murciélago de viento, su primer ataque es su ala cuchilla, el segundo es elevarse y golpear desde arriba, y su poder especial es hacer pequeños remolinos o tornados de viento. Es un titán no muy resistente y eso le permite a Crash hacerle más daño.
Sludge (Barro): 
Es un monstruo verde y asqueroso, que es capaz de pringarte. Su primer ataque es darte manotazos. Su segundo ataque es parecido al del Ratcicle, solo que de suciedad. Es el único titán muy asqueroso y que puede permanecer vivo mientras está en líquidos tóxicos. Su ataque especial es vomitar suciedad. Es un titán muy complicado de dominar ya que se tira encima de Crash y , aparte de protegerse, lo ataca y le quita mucha vida.
Uka-Uka (Versión mutante): 
Uka Uka evoluciona con el Evolvo Ray y obtiene un cuerpo que está formado por plantas. Su primer ataque es un golpe, el segundo es parecido al especial del púas (Golpea al suelo y debajo del enemigo salen púas) y su ataque especial es disparar varios tiros de energía.
Dingodile:
Dingodile aparece únicamente en versión de Game Boy Advance (como primer jefe) y Nintendo DS (Al vencer a Dingodile se puede utilizar como personaje controlado por Aku Aku como los otros Titanes).
Osocastor: Este mutante que solo aparece en la versión de Game Boy Advance un castor con cuerpo de oso, sus ataques básicos son de dar manotazos con sus garras y su ataque especial es dar fuertes explosiones cuando pisotea el piso.
sapo: Solo en la versión de Game Boy Advance un sapo humanoide muy veloz pero uno de los más fáciles de dominar, sus ataques básicos son de pelear cuerpo a cuerpo y su ataque especial es sacar moscas de su boca que aturde al enemigo.

## Recepción
El videojuego recibió críticas mixtas por parte de especialistas en videojuegos y revistas. Un crítico de IGN dijo que el juego, que "consistía en Crash 'poniendo a sus duques como un boxeador' quedó totalmente afuera del personaje" y que "Los cambios constantes a lo largo de la saga Crash Bandicoot dañaron a los personajes, especialmente a Crash como protagonista principal" y le puso un 4 como clasificación.